# مكتبة الملك فهد العامة بجدة
مكتبة الملك فهد العامة بجدة هي مكتبة عامة بمدينة جدة في المملكة العربية السعودية، افتتحت في عهد الملك فهد بن عبدالعزيز آل سعود عام 1999، وكانت ضمن الوقف العلمي لدعم أبحاث جامعة الملك عبدالعزيز لمدة 18عامًا، وفي عام 2014، افتتحها الأمير مشعل بن عبدالله بن عبدالعزيز كمكتبة عامة للجميع، وهي أول مكتبة في السعودية تخصص أقسامًا للشباب والمرأة والطفل.

## رؤية المكتبة
مركز إشعاع حضاري وثقافي رائد، عالمي التطلعات وتقني التواصل.

## رسالة المكتبة
المساهمة في صناعة رواد المعرفة والإبداع وتحقيق التطور المعرفي والتقدم الثقافي من خلال خدمات معلوماتية وأنشطة ثقافية ذات مستوى راق وعصري لكافة أفراد المجتمع .

## أهداف المكتبة
تهدف المكتبة لتأصيل مفهوم القراءة في المجتمع وحفظ الثقافة وتعزيز الهوية المحلية، وتعمل على توفير ملتقى عام للتواصل الاجتماعي والفكري، إلى جانب دعم التعليم الذاتي والعام عبر توفير أنواع متعددة من مصادر المعرفة، وتقديم النشاطات التعليمية والثقافية، إضافة إلى الخدمات الإلكترونية كالفهرس الآلي وقواعد البيانات الإلكترونية.

## أقسام المكتبة

### المكتبة الرئيسية والمراجع
تحتوي على المجموعات الرئيسية من الكتب والمراجع المتنوعة التي يعتمد عليها في عمليات البحث والاطلاع وهي مجموعة متنوعة وثرية تناسب ميول القراء وغالبا ما تضم طلاب التعليم العام.

### مكتبة الشباب
تعتبر أول مكتبة بالمملكة العربية السعودية مخصصة للشباب وتقدم مجموعة منتقاة من الكتب والمجلات والبرامج التي توافق ميولهم واهتماماتهم بالإضافة إلى برامج وأنشطة متجددة ومبتكرة تساهم في تقديم المعرفة لهم في قالب عصري وإبداعي .

### مكتبة المرأة
مكتبة المرأة عبارة عن ملتقى ثقافي للسيدات يقدم مجموعة كتب وبرامج تناسب اهتمامات وطبيعة المرأة وتثري فكرها ،وتنمي مهاراتها وقدراتها ويتوفر بهذا الجرء من المكتبة قاعة تدريب  مجهزة بأحدث المعدات وقاعة الملتقى وهي قاعة تنعقد بها اللقاءات العملية والثقافية المختصرة للسيدات.

### مكتبة الطفل
تعتبر من المكتبات النادرة على مستوى المملكة العربية السعودية والتي تتوجه إلي الطفل وتلبي احتياجاته الفكرية . كما تحتوي هذة المكتبة على مجموعة رائعة من الكتب والبرامج المدروسة بعناية لتناسب حاجة وميول الأطفال (بكافة فـئاتهم العمرية) والتي تعزز حب القراءة لديهم إضافة إلى الألعاب المفيدة وزوايا المتعة والمعرفة لديهم ،ويتم تقديمها في محيط يجمع بين المتعة والمعرفة.

### مكتبة بصير
وهي مكتبة صغيرة تطرح مفهوما جديدا للاهتمام باحتياجات ذوي الإعاقات البصرية باستخدام أحدث أساليب تقنية المعلومات لتمكين المعاقين بصريا من القراءة والكتابة وتلقي الدورات والندوات واستخدام شبكة الإنترنت.

### مكتبة الوسائط المتعددة
هي مكتبة رقمية يتم استخدام أحدث التقنيات الإلكترونية والوسائط المتعددة تحتوي على مصادر المعلومات الإلكترونية- المواد السمعية والبصرية والألعاب الإلكترونية وغرفة التلفزة وتساهم هذه المكتبة في استقطاب فئات المجتمع المختلفة للاستفادة من التقنية الحديثة في تعزيز تقافتهم ومعرفتهم ودراستهم .

## خدمات المكتبة
تنقسم الخدمات المقدمة للمستفيدين ثلاثة أقسام:

## أولا :الخدمات الأساسية
- مصادر المعلومات والكتب والمراجع .
- الإعارة بنوعيها الداخلية والخارجية.
- الخدمات الإرشادية.
- الخدمات المرجعية.
- الإحاطة الجارية.
- البث الانتقائي .
- إنشاء العضويات.

## ثانيا:الخدمات الإلكترونية
- مصادر المعلومات الإلكترونية (الكتب الإلكترونية -DVDs -CDs ) .
- المواد السمعية.
- المواد السمع بصرية (أفلام وثائقية تعليمية).
- خدمة الفهرس الآلي  (OPAC).
- قواعد البيانات  (Database).
- خدمة الإنترنت .
- خدمة الاتصال الاسلكي (wireless).
- أجهزة الإعارة الذاتية .
- الأجهزة اللوحية (wii-Playstation).

## ثالثا :الخدمات المساندة
- غرف القراءة .
- مناطق القراءة الحرة .
- قاعات البحث والمناقشات والتدريب .
- القاعات المتعددة الأغراض .